# Zisterzienserinnenkloster Calatravas (Moralzarzal)
Das Zisterzienserinnenkloster Calatravas ist seit 1218 existierendes Kloster der Zisterzienserinnen, das zuerst bei Pinilla de Jadraque und ab 1581 bei Almonacid de Zorita (beide in der Landschaft der Alcarria in der Provinz Guadalajara) ansässig war. Ab 1623 befand sich die Ordensniederlassung in Madrid und seit 1980 ist sie im Bergort Moralzarzal in der Sierra de Guadarrama in der Autonomen Gemeinschaft Madrid in Spanien ansässig.

## Lage
Das Ursprungskloster lag etwa 60 km (Fahrtstrecke) nordöstlich der Stadt Guadalajara beim Ort Pinilla de Jadraque. Der Ort Almonacid de Zorita befindet sich ungefähr 70 km südöstlich von Guadalajara. Heute ist die Ordensgemeinschaft im etwa 35 km nordwestlich von Madrid gelegenen Ort Moralzarzal ansässig.

## Geschichte
Das Nonnenkloster San Salvador von Pinilla bei Jadraque wurde im Jahr 1218 gestiftet und ging um 1265 als zweites Frauenkloster (nach Kloster San Felices de Amaya) in den Orden von Calatrava über. Im Jahr 1581 wechselte der Konvent nach Almonacid de Zorita und nannte sich von nun an Purísima Concepción („von der reinsten Empfängnis“) oder einfach Concepción. Im Jahr 1623 siedelte der Konvent nach Madrid um, zuerst in die Calle Atocha, ab 1629 auf Dauer in die Calle de Alcalá, wo er die Kirche Iglesia de las Calatravas baute, die noch steht. Im Jahr 1873 wurde er vertrieben und musste im Convento de las Comendadoras de Santiago an der Plaza Comendadoras Unterschlupf suchen. Das Fehlen von Berufungen unter diesen Umständen führte dazu, dass die letzten Nonnen im Jahr 1896 den Ort verließen und im ehemaligen Dominikanerkloster Valverde in Fuencarral (heute ein Vorort von Madrid) einen neuen Konvent aufbauten, der 1912 in den Paseo del Pintor Rosales wechselte, von dort jedoch in den Wirren des Spanischen Bürgerkriegs erneut fliehen musste und sich im Jahr 1939 in der Calle Hortaleza 88 an einem früheren Ort der Magdalenerinnen niederließ. Im Jahr 1977 wechselten die Nonnen kurzzeitig in die Calle Dolores Povedano 11 und bezogen 1980 einen Klosterneubau in Moralzarzal. Seit 1965 gehört der Konvent zur Zisterzienserinnenkongregation San Bernardo (C.C.S.B.). In Pinilla sind Klosterruinen vorhanden. In Almonacid erinnert die Calle Monasterio an das einstige Kloster.